# Mollisiopsis subantarctica
Mollisiopsis subantarctica är en svampart som först beskrevs av Speg., och fick sitt nu gällande namn av Gamundí 1979. Mollisiopsis subantarctica ingår i släktet Mollisiopsis, ordningen disksvampar, klassen Leotiomycetes, divisionen sporsäcksvampar och riket svampar.   Inga underarter finns listade i Catalogue of Life.